# De vitiis hominum
De vitiis hominum ist eine Fabel des römischen Fabeldichters Phaedrus. Sie trägt die Nummer 4,10; dies rührt daher, dass sie aus seinem vierten Buch stammt, wo sie an zehnter Stelle steht.

## Originaltext
De vitiis hominum
Perás impósuit Iúppiter nobís duas:
Propriís repletam vítiis post tergúm dedit,
aliénis ante péctus suspendít gravem.
Hac ré videre nóstra mala non póssumús;
alií simúl delínquunt, cénsorés sumus.

## Übersetzung
Über die Fehler der Menschen
Jupiter hat uns zwei Schultersäcke aufgesetzt:
Den mit eigenen Fehlern gefüllten gab er uns hinten auf den Rücken,
den schweren mit fremden Fehlern hängte er uns vor die Brust.
Deshalb können wir unsere Fehler nicht sehen,
sobald aber andere Fehler machen, sind wir scharfe Kritiker.

## Interpretation
Die Aussage dieser Fabel kann auf zwei Ebenen verstanden werden: Einerseits zeigt sie uns, dass niemand perfekt ist und alle Menschen in ihrem Leben ähnliche oder sogar dieselben Fehler machen; andererseits, dass die meisten Leute den Blick in erster Linie auf die anderen richten, um deren Fehler bloßzustellen, ihre eigenen jedoch nicht einmal wahrnehmen.

### Moral
Aus der oben aufgeführten Interpretation des Textes lässt sich folgende Hauptmoral ableiten: „Suche zuerst deine eigenen Fehler, bevor du andere kritisiert.“

### Beispiel
Hier noch ein Beispiel zur praktischen Veranschaulichung:
Eine Familie wartet mit dem Essen auf den Vater, der vom Arbeiten nach Hause kommen sollte. Die Mutter hat bereits gekocht, der Tisch ist gedeckt und der Vater hätte schon seit einer Viertelstunde angekommen sein müssen. Nach weiteren zehn Minuten beschließen sie, mit dem Essen doch schon zu beginnen. Etwas später kommt der Vater (viel zu spät, da er mit seinen Arbeitskollegen noch ein Bier trinken wollte), zur Tür rein, setzt sich an den Tisch und beschwert sich gleich darüber, dass das Essen schon kalt sei.